# Resclosa de Serinyà i illa del Fluvià
La resclosa de Serinyà i illa del Fluvià és una resclosa que genera una zona estanyada a cavall dels municipis de Serinyà, Maià de Montcal i Sant Ferriol.

## Descripció
Es tracta d'un espai de gran interès ecològic declarat l'any 1992 reserva natural de fauna salvatge, amb una superfície total de 26 hectàrees. La totalitat de les finques englobades en aquesta Reserva són de titularitat pública. Al fons de les aigües hi creixen petits claps de Potamogeton i a les vores hi ha petits retalls de bogar i canyissar.
L'aspecte ecològic més rellevant és, però, la vegetació forestal de ribera. Aquesta està constituïda per verneda i salzeda, acompanyades d'altres arbres de ribera com el pollancre (Populus alba), el freixe de fulla petita (Fraxinus angustifolia), el gatell (Salix atrocinerea), l'om (Ulmus minor), etc. Es tracta d'un bosc molt ben estructurat i de gran interès per a l'avifauna.
L'escassa accessibilitat d'aquest espai facilita que l'indret aculli una important població d'ocells. Hi nidifica, per exemple, el bernat pescaire (Ardea cinerea), el martinet de nit (Nycticorax nycticorax), el martinet blanc (Egretta garzetta), el blauet (Alcedo atthis), la polla d'aigua o gallineta (Gallinula chloropus), l'ànec coll verd (Anas platyrhynchos), etc.
Els principals impactes sobre l'espai són l'eutrofització de les aigües i la substitució del bosc de ribera per conreus i plantacions de pollancres. L'espai va ser declarat, com s'ha mencionat anteriorment, reserva natural de fauna salvatge e'l 1992. El tram de riu inclòs a la zona humida de les rescloses d'en Bassols i del Molí també forma part de l'espai de la Xarxa Natura 2000.